# Harald Stenvaag
Harald Stenvaag (ur. 5 marca 1953) – norweski strzelec sportowy. Dwukrotny medalista olimpijski.
Specjalizował się w karabinku małokalibrowym i dowolnym. Brał udział w sześciu igrzyskach (IO 84, IO 88, IO 92, IO 96, IO 00, IO 04), na dwóch zdobywał medale. W 1992 zajął drugie miejsce z pozycji leżącej na dystansie 50 metrów, osiem lat później był trzeci w strzelaniu z trzech pozycji. Był wielokrotnym medalistą mistrzostw świata i Europy w różnych konkurencjach.
Jego żona Anne Grethe Jeppesen także była olimpijką.